# Harlem shake
Pour les articles homonymes, voir Harlem shake (homonymie).

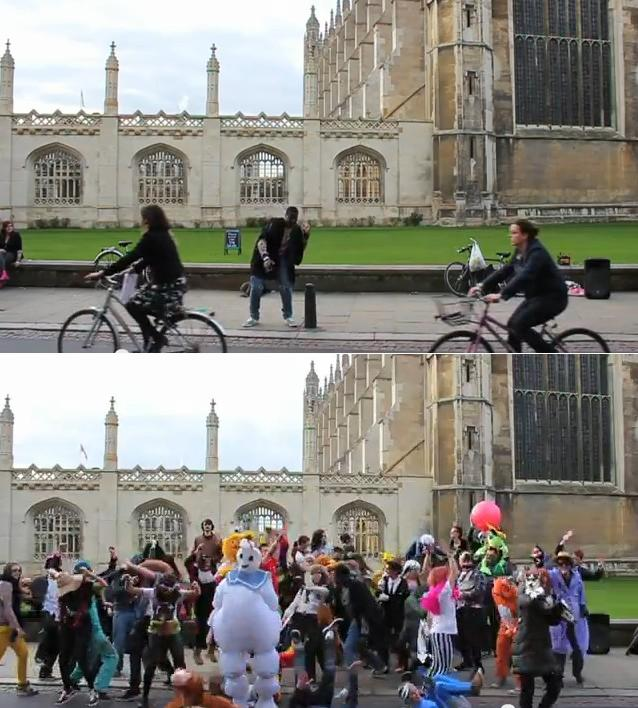
Un harlem shake.

Un Harlem shake est une vidéo présentant un groupe de personnes, souvent vêtues de costumes, dansant de manière loufoque sur le morceau Harlem Shake du compositeur de musique électronique Baauer. L'expression trouve son origine du mème internet homonyme ayant fait le buzz en février 2013 sur le site d'hébergement de vidéos YouTube.

## Origine
La première vidéo, intitulée Do the Harlem Shake, est postée en ligne le 2 février 2013 par le vidéaste australo-japonais Filthy Frank. Elle présente quatre personnes déguisées, dansant de manière absurde dans une petite pièce, accompagnés d'une musique (voir ci-dessous). Elle est suivie le jour même par une seconde vidéo, The Harlem Shake v1, créée par The Sunny Coast Skate, un groupe de skateurs australiens. C'est cette seconde vidéo qui pose les bases de la forme esthétique reprise ensuite dans la majorité des vidéos dites « Harlem shake ».
Le morceau musical intitulé Harlem Shake a été composé en 2012 par Baauer, DJ et producteur américain de Trap Music (« littéralement, la musique du « piège », surnom donné aux quartiers pauvres d'Atlanta. »). Con los terroristas est une reprise non autorisée de la voix de Hector el Father, un ex-chanteur de reggaeton.
L'apparition de la danse Harlem shake remonte à 1981, dans le quartier de Harlem (New York), un mouvement avait été créé, consistant à bouger le buste sans chorégraphie ou ordre particulier. Sa récupération et l'utilisation détournée qui en sont faites dans le mème Internet renvoient une impression d'anomie (à ne pas confondre avec anarchie) dans la danse. En mars 2013, le directeur de la compétition de danse hip-hop Juste debout indique à l'occasion d'une interview : « Le Harlem Shake tel qu'on le voit actuellement n'a rien à voir avec le style hip-hop de l'époque virtuose et élaboré, explique Bruce Ykanji, danseur et directeur de la compétition hip-hop Juste debout. M. et Mme Tout-le-Monde peuvent l'exécuter. Ce n'est pas ce que j'appelle véritablement une danse. Je pense même que ce buzz est en train de la vulgariser en la rendant vraiment grossière. »[source insuffisante].
Filthy Frank, à l'humour marqué, a relancé malgré lui ce mouvement qui en quelques jours a pris même davantage d'ampleur qu'à l'époque.

## Description
Les paroles de la musique utilisée sur les vidéos Harlem Shake se composent de deux phrases dont Con los terroristas (prononcé /kon loh te.roˈɾis.ta/) signifiant littéralement « Avec les terroristes » en espagnol. Cette phrase est extraite du single Malades (sorti en 2006) du musicien Hector el Father, depuis reconverti en prêtre évangélique.
La quasi-totalité des créateurs de vidéo Harlem Shake se sont alignés sur la mise en scène établie par The Harlem Shake v1, à savoir une vidéo d'une trentaine de secondes partagée en deux temps, chacune durant en général 15 secondes. D'abord apparaît une personne, souvent casquée ou masquée, danse seule au milieu d'un groupe qui se livre à ses occupations habituelles. Après un plan de coupe, l'ensemble des personnes, soudainement déguisées de façon grotesque ou bien au contraire dénudées, dansent ou s'agitent frénétiquement, souvent en utilisant des objets ou du mobilier de façon détournée, parfois en mimant des actes sexuels. De courts ralentis ponctuent parfois la séquence.

## Accueil
En l'espace de neuf jours, plus de 11 000 répliques sont mises en ligne, générant ainsi 44 millions de vues, et près de 4 000 variantes quotidiennes. C'est au weekend de Carnaval 2013 que Harlem Shake atteint son apogée. 
À partir du 15 février, on dénombre environ 50 000 séquences Harlem shake sur Youtube pour 250 millions de vues. Surfant sur la vague du buzz, le titre original systématiquement réutilisé dans ces vidéos, le single éponyme de Baauer, monte dans le top des ventes sur iTunes Store. Le Harlem Shake a rapidement fait l'objet de flash mob à travers le monde, tandis que certains sites web dénoncent la reprise de l'appellation Harlem Shake, qui, à l'origine, désigne un mouvement de danse Hip-hop apparu à Harlem au début des années 1980,.
En février 2013, du fait du grand nombre de vidéos Harlem Shake, apparait un site web intitulé Harlem Shake Roulette , fonctionnant à la manière du site web Chatroulette. Mars 2013, du côté de l'industrie musicale, des conflits de droits d'auteur sont médiatisés. « Les deux phrases clés du célèbre Harlem Shake sont des samples que le DJ a utilisé sans autorisation de leurs auteurs respectifs. Encore aujourd'hui, la chanson est diffusée en toute illégalité, faute d'accord avec la maison de disques. » Il existe désormais un easter egg sur YouTube : lorsque l'internaute recherche do the harlem shake, et qu'il attend un certain temps, l'écran s'anime au son du Harlem shake.
50 000 vidéos de Harlem Shake sont postées sur les plateformes de visionnage de vidéo durant le mois de février 2013 et il fait partie des dix termes les plus recherchés sur google de l'année 2013.

## Analyse
Si un bon nombre de médias ont comparé le phénomène viral au succès exponentiel de Gangnam Style, peu se sont attachés à tenter de l'expliquer. Si le phénomène initial d'appropriation a pu être décrit comme « un exutoire collectif qui rompt l'ordre établi pour mieux simuler le chaos » et « un carnaval organisé à l'échelle de la planète », son accueil complaisant par les médias et son appropriation par de nombreuses institutions officielles (équipes sportives, entreprises de média, show télévisés, grandes marques comme Pepsi ou Oasis, et même l'armée américaine) à des fins de marketing viral font dire dès la mi-février 2013 à certains journalistes que « Le Harlem Shake est le dernier avatar d'une tradition désormais bien ancrée dans les open space et les BDE d'école de commerce : le Youtube de groupe », voire qu'il est définitivement ringardisé en tant que mème Internet.
Le 17 février 2013, un article (dans Le Nouvel Observateur) intitulé « The Harlem Shake : derrière l'absurde, un appel à la révolution » écrit par un sémiologue rapporte son analyse du phénomène : « À y regarder de plus près, passée la surprise amusée de la découverte, un sentiment de malaise s’installe. Ces personnes qui dansent vivent-elles toutes isolées dans un monde qui leur est propre ? Est-ce là l’image de la société actuelle et des relations entre ses membres ? Aucune communication apparente, chacun dans son coin, à danser, frétiller, s'ébrouer, sauter sur des canapés… » En voici un autre extrait : « "The Harlem Shake" semble ainsi s’inscrire dans la croyance ancestrale selon laquelle le désordre généré, la fin du monde symbolique permettra le renouveau de toute chose et la création d’un nouvel ordre. » Le 13 mars 2013, un article parait dans Le Figaro, dans lequel ce même sémiologue est interrogé. Extrait : « Les vidéos, tout au moins les premières, mettaient en scène l'introduction du chaos dans le quotidien, explique-t-il. Qu'il s'agisse d'une pièce de la maison (chambre, cuisine, salon), d'une caserne militaire, d'un camion de pompier, d'un plateau de télévision, il est toujours question d'introduire un élément perturbateur dans un environnement bien ordonné. » L'élément perturbateur dans le Harlem Shake, « c'est la personne qui danse seule dans le premier plan et qui est à l'origine du chaos généralisé qui survient dans le second plan. Il y a littéralement une mise à mal de l'ordre du monde et une transgression des codes, de l'étiquette, des bonnes manières, de ce qu'il est censé se faire dans la société. D'où ces actes sexuels mimés, subversifs. »

## Oppositions
Le 4 mars 2013, parait un article dans L'Humanité intitulé Les Harlem Shake surfent sur la contestation dans le monde entier, qui relate « comment une danse totalement loufoque devenue phénomène mondial fait trembler les censeurs du monde entier par sa portée contestataire. » Pour approfondir, voir entre autres l'article contre-culture.
En Égypte, des étudiants égyptiens sont arrêtés pour avoir dansé le Harlem shake. En Tunisie, des étudiants ayant organisé un harlem shake sont menacés de renvoi par le ministère tunisien de l'éducation,. Des islamistes attaquent des étudiants organisant un Harlem Shake. Le buzz Harlem Shake dérange des islamistes radicaux. « Si le monde entier se réjouit de cette nouvelle forme de résistance, ce n’est pas le cas des responsables politiques tunisiens, qui se sont empressés de condamner cette danse jugée indécente et non conforme à la morale musulmane. »
En décembre 2013, en France, des détenus du centre de détention de Montmédy filment en toute illégalité un Harlem Shake et le diffusent sur internet. Nicolas Dupont-Aignan le définira comme un « bras d'honneur à l'autorité ».